# Werner Hennig (Jurist)
Werner Hennig (* 15. Oktober 1929 in Hohenstein in Ostpreußen; † 3. Oktober 2014) war ein deutscher Jurist und Vorsitzender Richter am Bundessozialgericht.

## Leben
Werner Hennig studierte die Rechtswissenschaften in  Würzburg und schloss das Studium 1954 mit dem Ersten Staatsexamen ab. 1958 legte er nach dem Referendariat auch das Zweite Staatsexamen ab. Seine berufliche Laufbahn begann Hennig dann im Verwaltungsdienst der Bundesanstalt für Arbeit. 1961 bis 1963 war er von dort als Wissenschaftlicher Mitarbeiter an das Bundessozialgericht abgeordnet.  Er wurde 1965 Leiter des Grundsatzreferats für Arbeitslosenversicherung bei der Bundesanstalt für Arbeit. 1966 wurde er dort Verwaltungsdirektor und beteiligte sich an der Entwicklung des 1969 erlassenen Arbeitsförderungsgesetzes. 
Im März 1971 wurde Hennig Richter am Bundessozialgericht. Vom 1. Februar 1988 bis zu seinem Eintritt in den Ruhestand im Oktober 1994 war er dort Vorsitzender Richter des mit Fällen zur Arbeitslosenversicherung befassten 7. Senats.
Hennig wurde mit dem Großen Verdienstkreuz des Verdienstordens der Bundesrepublik Deutschland geehrt.
Am 3. Oktober 2014 starb Werner Hennig kurz vor seinem 85. Geburtstag.